# Phellinocis thayeri
Phellinocis thayeri es una especie de coleóptero de la familia Ciidae.

## Distribución geográfica
Habita en Panamá.